# Joseph Étienne Esménard
Pour les articles homonymes, voir Esménard.
Joseph Étienne Esménard, parfois appelé Joseph Alphonse Esménard ou Joseph d'Esmenard, né à Pélissanne le 7 novembre 1767 et mort à Fondi (Italie) le 15 juin 1811, est un journaliste et poète français.

## Biographie

### Enfance et famille
Bien que plusieurs biographies le nomment Joseph-Alphonse et le fassent naître en 1769, ses véritables prénoms sont Joseph Étienne et il est né en 1767 à Pélissanne de Pierre-Étienne Esménard, avocat, et Marguerite Vailhen, son épouse,. Selon les sources, le nom de famille est transcrit Esménard ou d'Esménard.
Il a notamment pour frère le journaliste Jean-Baptiste Esménard, né en 1771.
Selon une monographie anonyme sur la famille Esménard parue en 1859 et selon le généalogiste Gustave Chaix d'Est-Ange, de la relation de Joseph Étienne Esménard avec Jeanne Adolphine de Kalkgräber sont nées trois filles : Inez, ou Inès Esménard (vers 1786,-1884), femme peintre, miniaturiste ; Nathalie, ou Nathalie Elma d'Esménard (en) (1798–1872), élève de Pierre-Joseph Redouté, devenue aquarelliste, illustratrice botanique et peintre, épouse du baron Antoine Renaud, puis, après la mort de celui-ci, de Pierre de Ricordy ; et Madeleine ou Madeleine-Ozama, chanoinesse. Il est à noter que le mariage du couple Esménard-Kalkgräber n'est célébré à Paris qu'en 1801.

### Parcours
Rédacteur de journaux royalistes, Esménard quitte la France après le 10 août 1792 et voyage dans toute l'Europe, en Angleterre, en Hollande, en Allemagne, en Italie, à Constantinople et en Grèce. Revenu à Paris en 1797, il écrit dans La Quotidienne mais doit émigrer à nouveau après le 18 fructidor, non sans avoir fait deux mois de prison au Temple. Il revient en France après le 18 brumaire, travaille avec Frédéric-César de La Harpe  et Louis de Fontanes au Mercure de France, mais ne tarde pas à partir pour Saint-Domingue comme secrétaire du général Leclerc. Au retour de ce voyage, il est nommé chef du bureau des théâtres au ministère de l'Intérieur grâce à la protection de Savary, mais ne tarde pas à repartir pour suivre l'amiral Villaret de Joyeuse à la Martinique, où il exerce la charge de consul.
Revenu définitivement en France, il reçoit d'importantes faveurs du gouvernement impérial, qui ont donné à penser qu'il avait rendu des services peu avouables : il est nommé censeur des théâtres et de la librairie, censeur du Journal de l'Empire et chef de division au ministère de la Police. En 1810, il est élu à l'Académie française.
Pour avoir publié dans le Journal de l'Empire un article satirique contre un envoyé de l'Empereur en Russie, il est exilé quelques mois en Italie.
Lors du voyage de retour, il meurt dans un accident de voiture à Fondi, près de Naples.

## Œuvres
Esménard est surtout connu comme l'auteur d'un poème didactique et descriptif intitulé La Navigation, publié d'abord en huit chants en 1805, puis réduit à six chants en 1806. C'est un ouvrage précis, nourri par les observations faites par l'auteur au cours de ses voyages, mais d'un ennui considérable[non neutre], accru par une versification monotone et une absence totale d'action et de mouvement.
Son Triomphe de Trajan, un opéra en trois actes sur une musique de Jean-François Lesueur, rempli d'allusions flatteuses pour Napoléon Ier, est représenté triomphalement en 1807. Il a également composé Fernand Cortez ou la conquête du Mexique (1809), opéra en trois actes en collaboration avec Étienne de Jouy, musique de Gaspare Spontini, qui a eu beaucoup de succès, et des vers à la gloire de l'empereur, insérés pour une part dans la Couronne poétique de Napoléon (1807).